# جزيرة دعامة
جزيرة دعامة هي إحدى الجزر الواقعة في البحر الأحمر، وتتبع منطقة مكة المكرمة غرب السعودية. تبلغ مساحة الجزيرة نحو 1,8 كم2 وتبعد عن الساحل بحوالي 0,20 ميل بحري.